# Ulànovka
Ulànovka (en rus: Улановка) és un poble de l'óblast de Vladímir, a Rússia, segons el cens del 2010 tenia 4 habitants. Pertany al districte municipal de Mélenki.